# Caroline Brouwer
Caroline Brouwer (Enschede, 13 oktober 1970) is een Nederlandse radiopresentator. Van september 2015 tot februari 2021 maakte zij op NPO Radio 2 samen met Rob Stenders en Fred Siebelink het programma One Night Stenders en van januari 2016 tot februari 2021 maakte zij op NPO Radio 2 samen met Stenders het programma Stenders Platenbonanza. Van maart 2021 tot januari 2024 was zij samen met Rob Stenders verantwoordelijk voor het zendermanagement van Radio Veronica waar beiden ook op zender te horen zijn met het programma De Bonanza.

## Biografie
Brouwer begon haar radio carrière in 2012 op KX Radio met het programma Vrouwen Met Knoppen. Daarvoor werkte ze als internationaal marketing manager bij Polaroid Corporation en Pon Holdings. Brouwer woont samen met oud-NPO 3FM-productiemanager en huidig fotograaf Ben Houdijk. Ze is een dochter van Rende Brouwer van de Gebroeders Brouwer.
Van 2004 tot en met 2015 verzorgde Brouwer de 3FM-dj's in het Glazen Huis tijdens 3FM Serious Request. In september 2018 bedacht zij voor de KWF Collecteweek op NPO Radio 2 de Collectebonanza, waarin 24 uur per dag radio werd gemaakt vanuit de thuisradiostudio van Rob Stenders te Almere. Tijdens de Collectebonanza in september 2019 lanceerde Brouwer de NPO Radio 2 Popquiz, waarvan een tweede editie werd gespeeld ten tijde van de toen heersende coronacrisis. Ook lanceerde zij aan het begin van de coronacrisis in maart 2020 NPO Radio 2's Eerste Online Festival, waarbij twaalf podia werden ingericht via YouTube-streams.
Op 27 oktober 2020 ontving zij de RadioFreak Award Beste Sidekick 2020. In januari 2021 deed Brouwer mee aan het televisieprogramma De slimste mens op NPO 2. Ze bereikte uiteindelijk de kwartfinale van deze quiz.
Op 23 februari 2021 maakten Rob Stenders en Caroline Brouwer bekend dat beiden per direct de overstap naar Radio Veronica maakten, waar ze vanaf 28 juni het radiomiddagprogramma De Bonanza presenteerden en het zendermanagement voor hun rekening namen. Toen Stenders in september 2023 om gezondheidsredenen zijn functie als zendermanager van Radio Veronica neerlegde, nam Brouwer tot januari 2024 alle taken voor haar rekening. Ze begeleidde de overname van de zender van Talpa naar Mediahuis en zette de samen met Stenders geïnitieerde overstap van Gerard Ekdom, Wouter van der Goes en Frank van ‘t Hof in gang. 
Bij Radio Veronica introduceerde Brouwer de Veronica Express, een trein die, geïnspireerd op de Festival Express, op 7 oktober 2022 voor het eerst door Nederland reed met aan boord liveradio en muzikanten zoals Danny Vera.